# Tadeusz Sroczyński

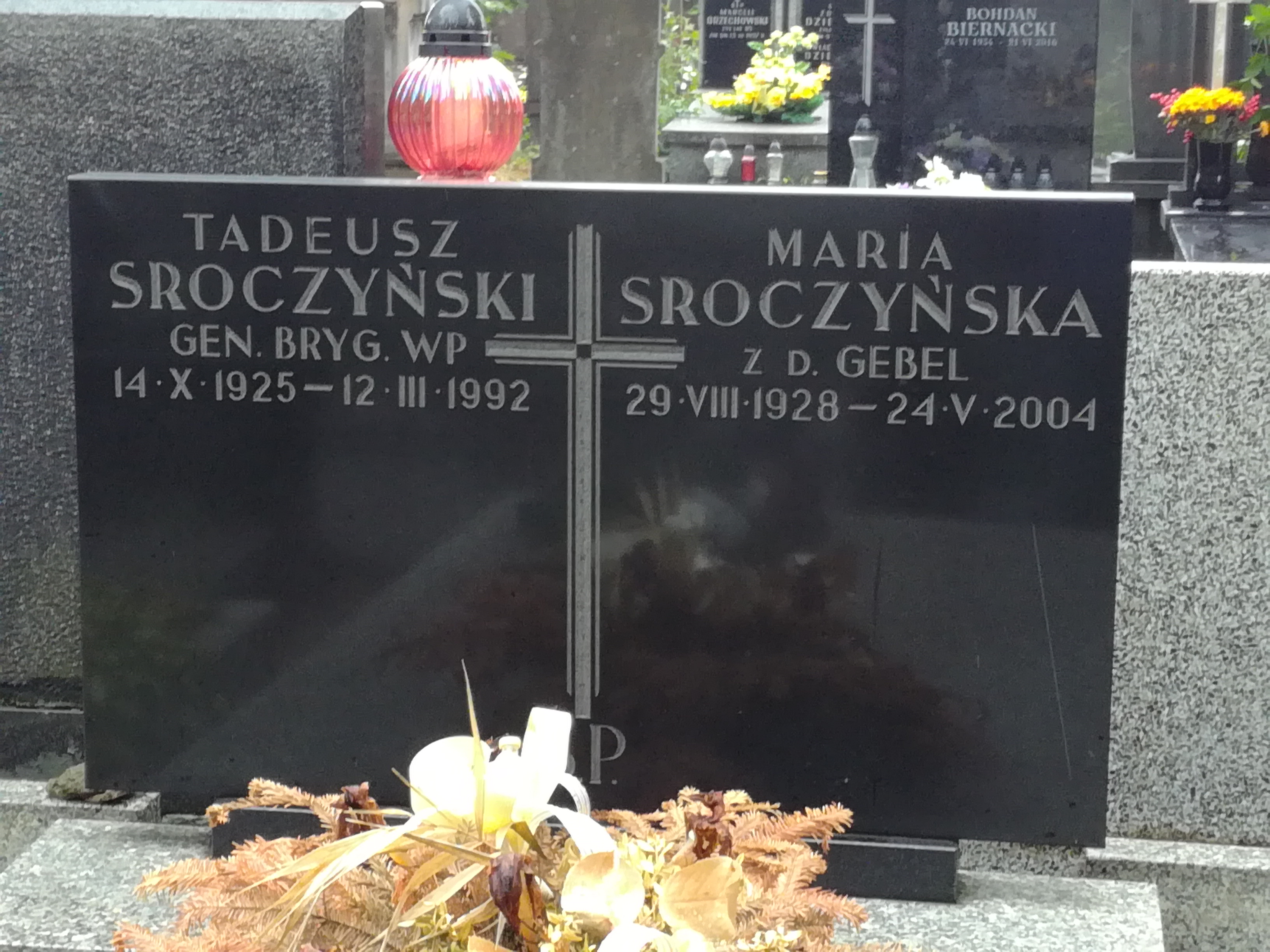
Grób gen. bryg. Tadeusza Sroczyńskiego i jego żony Marii na cmentarzu Bródnowskim

Tadeusz Sroczyński (ur. 14 października 1925 w Warszawie, zm. 12 marca 1992 tamże) – generał brygady ludowego Wojska Polskiego.

## Życiorys
Do 1939 skończył 7 klas szkoły powszechnej, potem był praktykantem ślusarskim w zakładzie blacharsko-ślusarskim. 1940–1943 w szkole ślusarsko-mechanicznej, po ukończeniu której był ślusarzem w warsztatach mechanicznych.
W listopadzie 1944 wstąpił do LWP, w czerwcu 1945 skończył kurs oficerski w Centrum Wyszkolenia Wojsk Wewnętrznych w Jastkowie pod Lublinem, później w Andrzejowie pod Łodzią jako podporucznik i dowódca plutonu. Od listopada 1945 do stycznia 1946 brał udział w likwidacji oddziałów podziemia niepodległościowego w województwie warszawskim. Od stycznia do sierpnia 1946 na kursie w Centrum Wyszkolenia Korpusu Bezpieczeństwa Wewnętrznego. Od grudnia 1946 porucznik i szef sztabu samodzielnego batalionu wartowniczego w Warszawie, od maja 1947 zastępca dowódcy batalionu do spraw liniowych. Od listopada 1947 dowódca batalionu operacyjnego w Niepołomicach. W końcu 1947 walczył z UPA w okolicach Przemyśla, a 1948–1949 z polskim podziemiem niepodległościowym w Małopolsce. W lipcu 1948 otrzymał awans na kapitana. Od marca 1950 zastępca dowódcy 11 Pułku KBW we Wrocławiu i Jeleniej Górze. Od sierpnia 1950 do lipca 1951 na kursie w Wyższej Szkole Piechoty w Rembertowie. Po ukończeniu kursu został awansowany na majora. W 1952 brał udział w likwidacji resztek zbrojnego podziemia w Białostockiem i Warszawskiem. Od 23 czerwca 1952 dowódca batalionu KBW w Prudniku, a od 1 października 1953 dowódca 15 Pułku KBW. W maju 1955 awansował na podpułkownika. Od listopada 1956 został dowódcą 1 Brygady KBW. W 1957 skończył liceum ogólnokształcące w Warszawie i zdał maturę. Od 20 października 1958 dowódca 6 Śląskiej Brygady KBW. W latach 1959–1962 był słuchaczem Akademii Sztabu Generalnego WP w Rembertowie. Po ukończeniu studiów został awansowany na pułkownika i mianowany dowódcą 12 Pułku KBW Ziemi Szczecińskiej w Szczecinie. Od września 1963 komendant Szkoły i Ośrodka Szkolenia KBW im. Marcelego Nowotki w Legnicy. 1965-1967 studiował w Wojskowej Akademii Politycznej im. Feliksa Dzierżyńskiego w Warszawie. Od maja 1967 dowódca 2 Podlaskiej Brygady Wojsk Obrony Wewnętrznej, od kwietnia 1968 szef Sztabu Wojskowego miasta stołecznego Warszawy. Jesienią 1969 mianowany generałem brygady; nominację wręczył mu w Belwederze przewodniczący Rady Państwa PRL Marian Spychalski. Od marca 1972 szef Inspektoratu Powszechnej Samoobrony i zastępca Głównego Inspektora Obrony Terytorialnej. Od 19 stycznia 1976 do 20 czerwca 1980 był zastępcą dowódcy Warszawskiego Okręgu Wojskowego do spraw Obrony Terytorialnej. 1981–1982 minister pełnomocny - szef Misji Polskiej w Komisji Nadzorczej Państw Neutralnych w Korei. Od maja 1984 do kwietnia 1990 zastępca komendanta Wojskowej Akademii Politycznej im. Feliksa Dzierżyńskiego do spraw liniowych. 14 listopada 1990 został przeniesiony w stan spoczynku. Zmarł 12 marca 1992 w Warszawie. Pochowany na cmentarzu Bródnowskim w Warszawie (kw. 4C-2-4).

## Awanse
W trakcie wieloletniej służby w ludowym Wojsku Polskim otrzymywał awanse na kolejne stopnie wojskowe:
- podporucznik – 1945,
- porucznik – 1946,
- kapitan – 1948,
- major – 1951,
- podpułkownik – 1955,
- pułkownik – 1962,
- generał brygady – 1969.

## Życie prywatne
Mieszkał w Warszawie. Był żonaty z Marią z domu Gebel (1929–2004). Małżeństwo miało córkę i syna.

## Ordery i odznaczenia[3]
- Krzyż Komandorski Orderu Odrodzenia Polski (1986)
- Krzyż Oficerski Orderu Odrodzenia Polski (1972)
- Krzyż Kawalerski Orderu Odrodzenia Polski (1958)
- Złoty Krzyż Zasługi (1954)
- Medal 10-lecia Polski Ludowej (1954)
- Medal 30-lecia Polski Ludowej (1974)
- Medal 40-lecia Polski Ludowej (1984)
- Złoty Medal „Siły Zbrojne w Służbie Ojczyzny”
- Srebrny Medal „Siły Zbrojne w Służbie Ojczyzny” (1955)
- Złoty Medal „Za zasługi dla obronności kraju”
- Srebrny Medal Za zasługi dla obronności kraju (1968)
- Brązowy Medal „Za zasługi dla obronności kraju”
- Medal 20-lecia KBW (1965)
- Medal „Za udział w walkach w obronie władzy ludowej” (1984)
- Odznaka Honorowa Polskiego Czerwonego Krzyża I stopnia (1973)[4]
- Odznaka "20 Lat w Służbie Narodu" (1965)
- Złota odznaka honorowa „Za Zasługi dla Warszawy” (1977)[5]
- Odznaka "Za zasługi dla województwa ostrołęckiego" (1979)[6]
- Medal „Za Umacnianie Braterstwa Broni” (ZSRR) (1980)
- Medal „Za zwycięstwo nad Niemcami w Wielkiej Wojnie Ojczyźnianej 1941–1945” (ZSRR) (1945)
- Medal jubileuszowy „60 lat Sił Zbrojnych ZSRR” (1978)
- Krzyż Wojenny Czechosłowacki 1939 (1948).